# Калксало
Калксало — полуостров в южной Карелии.
Полуостров Калксало находится на западном побережье Ладожского озера и разделяет узкий залив[уточнить] (на севере) с заливом Хелмелянселькя (на юге). На полуострове много небольших ручьев и озёр. Длина полуострова — 4,2 км, ширина — 3,7 км.
Рельеф полуострова преимущественно холмистый. Высочайшая точка не выше 60 м. Берег крутой, обрывистый, скалистый. В море близ полуострова много подводных и надводных камней. Полуостров порос лесом и кустарником.
Рядом с полуостровом глубины озера до 7 м. На восточном побережье геологическим продолжением полуострова является остров Сависалонсаари, от которого отделён узкой протокой. Южным продолжением полуострова является остров Кокатсаари. С юга полуостров переходит в полуостров Терву.
Населённых пунктов на полуострове нет. Территориально относится к Лахденпохскому району Карелии. Полуостров планируется включить в природный парк «Ладожские шхеры».
На полуострове в урочище Ниула, по легенде, над обрывом стояла русская церковь, а рядом было кладбище.